# Lexie Marie
Lexie Marie, pseudonimo di Stephanie Nole (Scottsdale, 13 dicembre 1985), è un'ex attrice pornografica statunitense.
Il suo primo importante contratto nel settore è stato con la società Vivid Entertainment
.

## Biografia
Nasce nel 1985 a Scottsdale, in Arizona, cresce a Sacramento, in California; durante gli studi era una cheerleader e ginnasta.
Quando raggiunge la maggiore età, si trasferisce nella città di Phoenix, in Arizona, e inizia una carriera come spogliarellista presso Le Girls Cabaret. Ha posato nuda su Playtime Magazine dove viene notata da Derek Hay, rappresentante di un'agenzia per modelli chiamata LA Direct Models. Firma il suo primo contratto, e appare in film porno esclusivamente con scene lesbiche, continuando a posare nello stesso tempo.
Nel 2004 firma con la Vivid e così diventata una Vivid Girl: da questo momento inizia a girare scene eterosessuali.

## Riconoscimenti
- Nominations
  - 2006 AVN Award – Best Group Sex Scene, Video – Lexie & Monique Love Rocco
  - 2007 AVN Award – Best Supporting Actress, Film – Fade to Black 2
  - 2007 AVN Award – Best All-Girl Sex Scene, Film – Fade to Black 2
  - 2007 AVN Award – Best All-Girl Sex Scene, Video – Virtual Vivid Girl Sunny Leone
  - 2007 AVN Award – Best POV Sex Scene – POV Centerfolds 3
  - 2009 AVN Award – Best All-Girl Group Sex Scene – Where the Boys Aren't 19[6]

## Filmografia
- "Where the Boys Aren't 19" (2008)
- "Breast Seller 2" (2007)
- "Filthy's Dirty Cuts" (2007)
- "Where the Boys Aren't 18"(2007)
- "Out of Place" (2006)
- "Big Rack Attack 2" (2006)
- "Bitches in Training" (2006)
- "Cumstains 9" (2006)
- "Fishnets 4" (2006)
- "Jack's POV" (2006)
- "Marey Carey for Governor" (2006)
- "P.O.V. Centerfolds 3" (2006)
- "Pure Sextacy" (2006)
- "Stripper Fights" (2006)
- "Sexpose'" (2006)
- "Virtual Vivid Girl Sunny Leone" (2006)
- "Scream" (2005)
- "Fresh Flesh" (2005)
- "Dirty Little Devils 3" (2005)
- "Busty Beauties 15" (2005)
- "After Midnight" (2005/II)
- "Mes plus belles années" (2005)
- "Fade to Black 2" (2005)
- "High Heeled House Calls" (2005)
- "Home Schooled 2" (2005)
- "Inside Moves" (2005)
- "Invasion of the Porno Shooters" (2005)
- "Lexie Marie: Extreme Close-up" (2005)
- "More Than a Handful 14" (2005)
- "Out of Place" (2005)
- "Porno Revolution" (2005)
- "Served" (2005)
- "Sexual Auditions" (2005)
- "Skin on Skin" (2005)
- "Tongues and Twats 1" (2005)
- "Vivid Vegas Party" (2005)
- "Real Girlfriends" (2005)
- "Sunny" (2005)
- "Young Girls' Fantasies" (2005)
- "Finger Licking Good" (2004)
- "Flash" (2004)
- "Hustler Centerfolds 3" (2004)
- "Lexie and Monique Love Rocco" (2004)
- "Pussy Party 4" (2004)
- "She Squirts 14" (2004)
- "Welcome to the Valley 3" (2004)